# NGC 7450
NGC 7450 é uma galáxia espiral (S0-a) localizada na direcção da constelação de Aquarius. Possui uma declinação de -12° 55' 04" e uma ascensão recta de 23 horas, 00 minutos e 47,7 segundos.
A galáxia NGC 7450 foi descoberta em 19 de Novembro de 1876 por Ernst Wilhelm Leberecht Tempel.